# Roquebrun
Roquebrun este o comună în departamentul Hérault din sudul Franței. În 2009 avea o populație de 537 de locuitori.

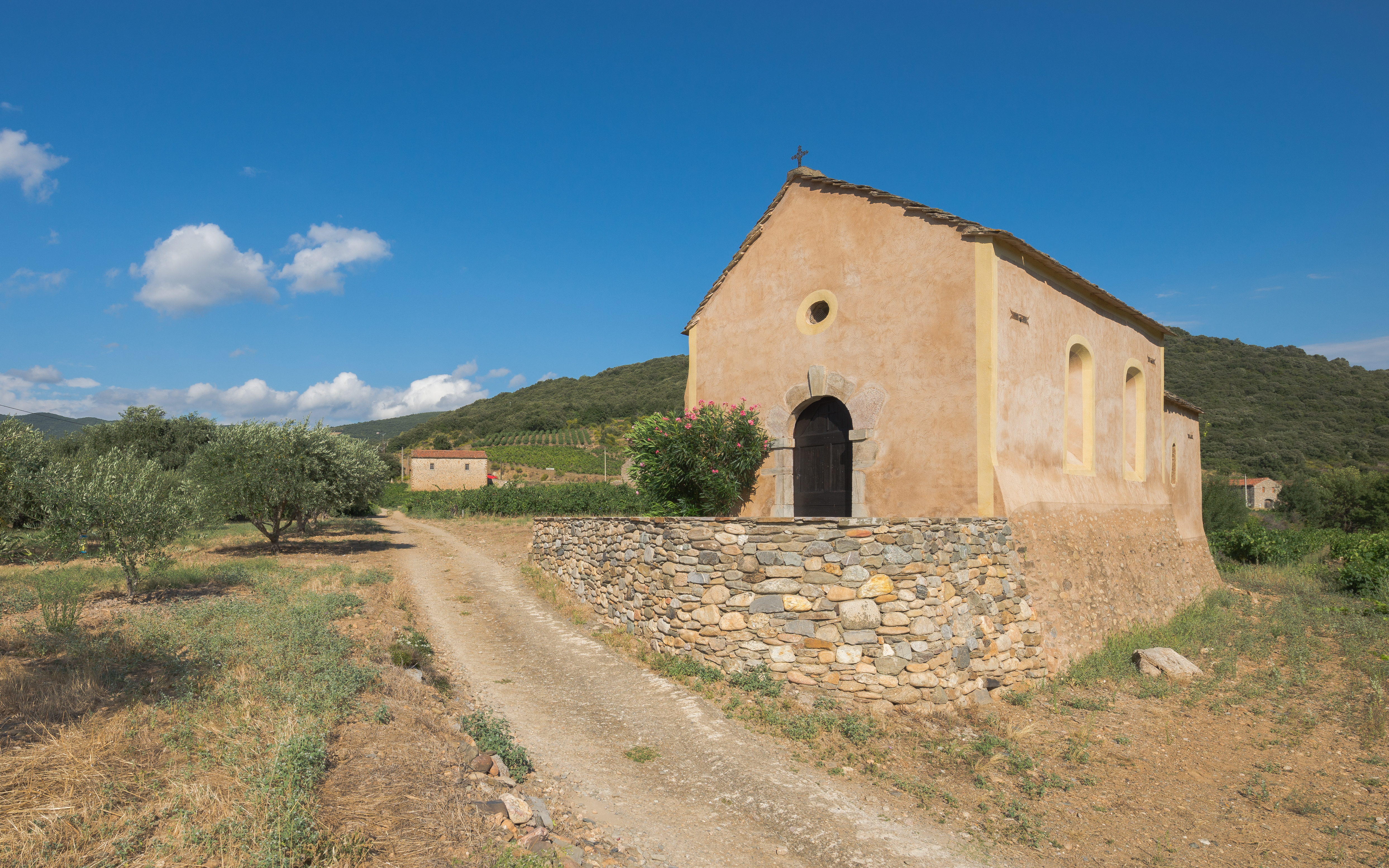

## Evoluția populației
| An        | 1975 | 1982 | 1990 | 1999 | 2006 | 2009 |
| --------- | ---- | ---- | ---- | ---- | ---- | ---- |
| Populație | 569  | 573  | 550  | 576  | 545  | 537  |